# عبدول با
عبدول با - مكرر ومرتبط بخبر (بالفرنسية: Abdoul Ba)‏ (8 فبراير 1994 بداكار في السنغال - ) هو لاعب كرة قدم فرنسي وموريتاني في مركز الدفاع. شارك مع منتخب موريتانيا لكرة القدم. أما مع النوادي، فقد لعب مع نادي لانس.

## وصلات خارجية
- عبدول با على موقع رابطة كرة القدم الفرنسية للمحترفين (الإنجليزية)
- عبدول با على موقع قاعدة بيانات كرة القدم.إي يو (الإنجليزية)
- عبدول با على موقع ناشيونال فوتبول تيمز (الإنجليزية)
- عبدول با على موقع Soccerway.com (الإنجليزية)
- عبدول با على موقع AS.com (الإسبانية)